# Sthenaropsidea mcateei
Sthenaropsidea mcateei är en insektsart som först beskrevs av Knight 1927.  Sthenaropsidea mcateei ingår i släktet Sthenaropsidea och familjen ängsskinnbaggar. Inga underarter finns listade i Catalogue of Life.